# Kleine decoratie
Een kleine decoratie is een aan een draaglint op de borst gedragen sterk verkleind grootkruis van een orde.
.

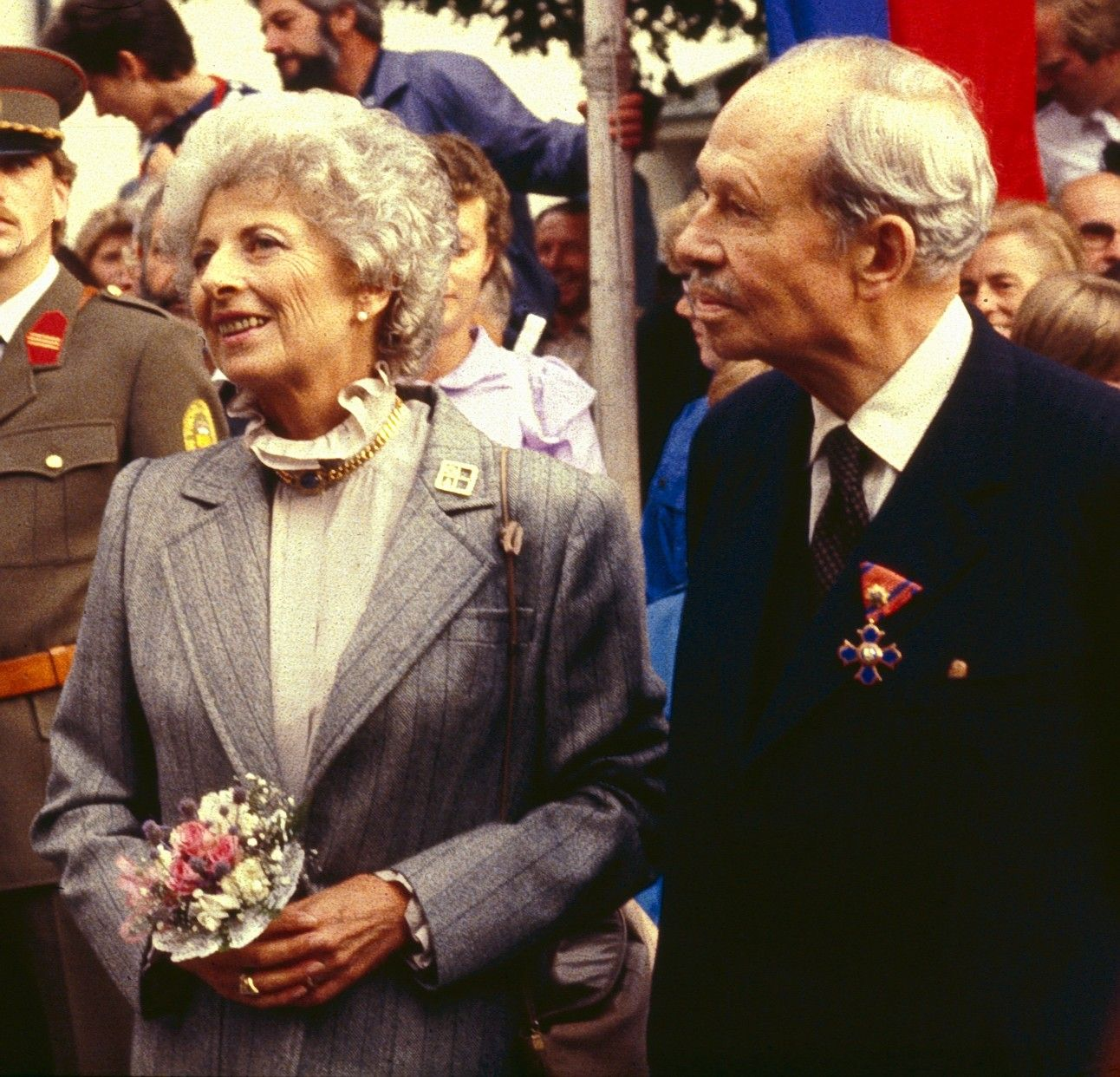
Franz Josef II vorst van Liechtenstein met een lint waarop het gouden miniatuur van een Grote Ster van zijn Orde van Verdienste is bevestigd.

Het dragen van een dergelijk klein grootkruis is een Oostenrijks gebruik. Het werd overgenomen door Pruisen en door Liechtenstein waar de grootkruisen in de Vorstelijk Liechtensteinse Orde van Verdienste nog steeds kleine decoraties dragen. In Oostenrijk en in Liechtenstein speldt men een miniatuur van de ster op het lint.
In 1914 kregen de dragers van de Eerste Klasse van de Pruisische Kroonorde het recht om een kleine decoratie, een "Kleindecoration zur I. Klasse" te dragen. Om op een velduniform aan te geven dat zij het grootkruis van de Kroonorde droegen mochten zij een kruisje aan een blauw draaglint op de linkerborst spelden. Ook de Hoge Orde van de Zwarte Adelaar kreeg een dergelijke kleine decoratie.
Men zag de Kleine Decoratie tijdens de Eerste Wereldoorlog ook in Turkije en ziet hem tegenwoordig nog in Liechtenstein.